# Бігармонічна функція
Бігармонічна функція — функція {\displaystyle f(x)=f(x_{1},\dots ,x_{n})} дійсних змінних, визначена у області D евклідового простору {\displaystyle \mathbb {R} ^{n},\,n\geq 2}, що має неперервні часткові похідні 4-го порядку включно і що задовольняє в D рівнянню: 
{\displaystyle \nabla ^{4}f=\Delta ^{2}f=0}
де {\displaystyle \nabla } — оператор набла, {\displaystyle \Delta \,} — оператор Лапласа. 
Дане рівняння називається бігармонічним рівнянням. У декартовій системі координат у випадку трьох змінних рівняння має вигляд:
{\displaystyle {\frac {\partial ^{4}f}{\partial x^{4}}}+{\frac {\partial ^{4}f}{\partial y^{4}}}+{\frac {\partial ^{4}f}{\partial z^{4}}}+2{\frac {\partial ^{4}f}{\partial x^{2}\partial y^{2}}}+2{\frac {\partial ^{4}f}{\partial y^{2}\partial z^{2}}}+2{\frac {\partial ^{4}f}{\partial x^{2}\partial z^{2}}}=0.}
В полярних координатах:
{\displaystyle {\frac {1}{r}}{\frac {\partial }{\partial r}}\left(r{\frac {\partial }{\partial r}}\left({\frac {1}{r}}{\frac {\partial }{\partial r}}\left(r{\frac {\partial f}{\partial r}}\right)\right)\right)+{\frac {2}{r^{2}}}{\frac {\partial ^{4}f}{\partial \theta ^{2}\partial r^{2}}}+{\frac {1}{r^{4}}}{\frac {\partial ^{4}f}{\partial \theta ^{4}}}-{\frac {2}{r^{3}}}{\frac {\partial ^{3}f}{\partial \theta ^{2}\partial r}}+{\frac {4}{r^{4}}}{\frac {\partial ^{2}f}{\partial \theta ^{2}}}=0.}
Клас бігармонічних функцій включає клас гармонічних функцій і є підкласом класу полігармонічних функцій. Кожна бігармонічна функція є аналітичною функцією координат xi. 
Найбільше значення з погляду застосувань мають бігармонічні функції {\displaystyle f(x_{1},x_{2})} двох змінних. Такі бігармонічні функції записуються за допомогою гармонічних функцій f1, f2  або g1, g2 у вигляді 
{\displaystyle f(x_{1},x_{2})=x_{1}f_{1}(x_{1},x_{2})+f_{2}(x_{1},x_{2})\,}
або 
{\displaystyle f(x_{1},x_{2})=(r^{2}-r_{0}^{2})g_{1}(x_{1},x_{2})+g_{2}(x_{1},x_{2})\,}
де {\displaystyle r^{2}=x_{1}^{2}+x_{2}^{2},} а {\displaystyle r_{0}^{2}} — константа. 
Основна крайова задача для бігармонічних функцій полягає в наступному: знайти бігармонічну функцію у області D, неперервну разом з похідними 1-го порядку в замкнутій області {\displaystyle {\bar {D}}=D\cup C} , що задовольняє на границі C умовам 
{\displaystyle f|_{C}=f_{1}(s),\quad {\frac {\partial f}{\partial \nu }}{\Bigg |}_{C}=f_{2}(s)}
де {\displaystyle {\frac {\partial f}{\partial \nu }}} — похідна по нормалі до C, f1(s), f2(s) — задані неперервні функції довжини дуги s на контурі C. 
Вказані вище подання бігармонічних функцій дозволяють одержати розв'язки крайової задачі в явному вигляді у випадку круга D виходячи з інтеграла Пуассона для гармонічних функцій. 
Бігармонічні функції двох змінних допускають також запис 
{\displaystyle f(x_{1},x_{2})=\operatorname {Re} ({\bar {z}}\phi (z)+\psi (z))={\frac {1}{2}}({\bar {z}}\phi (z)+z{\overline {\phi (z)}}+\psi (z)+{\overline {\psi (z)}}),\quad {\bar {z}}=x_{1}-ix_{2}}
за допомогою двох аналітичних функцій {\displaystyle \phi (z),\psi (z)} комплексної змінної {\displaystyle z=x_{1}+ix_{2}}. Це подання дозволяє звести крайову задачу для довільної області D до системи крайових задач для аналітичних функцій, метод розв'язку якої детально розроблений  Р. В. Колосовим і Н. І. Мусхелішвілі. Ця методика одержала розвиток при розв'язуванні різних плоских задач теорії пружності, в яких основним бігармонічними функціями є функція напружень і функція Ейрі. 